# Francisco Lindor
Francisco Miguel Lindor (né le 14 novembre 1993 à Caguas, Porto Rico) est un joueur d'arrêt-court des Mets de New York de la Ligue majeure de baseball.

## Carrière

### Débuts
Joueur à l'école secondaire de Montverde, en Floride aux États-Unis, Francisco Lindor est le 8e athlète sélectionné au repêchage amateur de 2011 et le choix de première ronde des Indians de Cleveland. Il signe avec Cleveland un premier contrat professionnel assorti d'une prime à la signature de 2,9 millions de dollars.
Il amorce sa carrière professionnelle en ligues mineures dès 2011 avec un club affilié aux Indians. 
Lindor apparaît à plusieurs reprises sur le classement annuel des 100 meilleurs joueurs d'avenir dressé par Baseball America : du début 2012 au début 2015, il occupe successivement les 37e, 28e, 13e et 9e positions du palmarès. 
Lindor joue dans le match des étoiles du futur en 2012 à Phoenix, en 2013 à New York et en 2014 à Minneapolis.

### Indians de Cleveland

#### Saison 2015

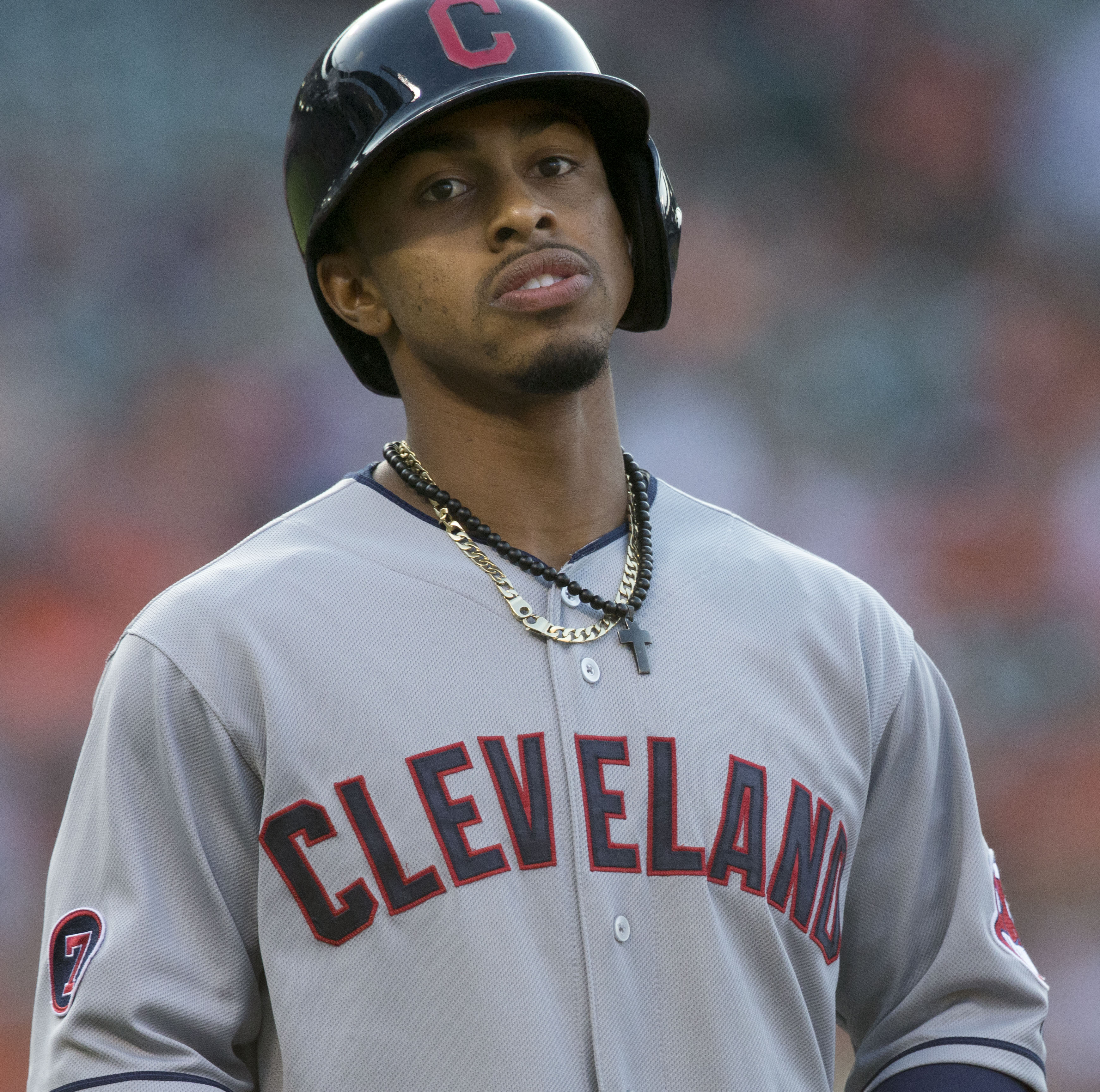
Francisco Lindor avec Cleveland en juin 2015.

Francisco Lindor est l'un des nombreux espoirs hautement considérés à faire ses premiers pas au plus haut niveau en 2015, arrivant dans le baseball majeur peu après Kris Bryant, Addison Russell, Carlos Correa, Joey Gallo et Noah Syndergaard. Il fait ses débuts avec les Indians de Cleveland face aux Tigers de Détroit le 14 juin 2015, le même jour où un autre prospect très attendu, Byron Buxton, joue son premier match pour Minnesota, et la même semaine que les débuts de Carlos Correa pour Houston. À son premier match, il obtient aux dépens du lanceur Joakim Soria son premier coup sûr dans les majeures. Il frappe son premier coup de circuit dans les majeures le 24 juin 2015 contre le lanceur Buck Farmer des Tigers. 
Lindor contribue en 2015 à la remarquable amélioration du jeu défensif des Indians, alors l'un des pires clubs de la ligue à ce niveau. Après un rare revirement en cours de saison 2015, Cleveland compte sur l'une des meilleures défensives grâce à l'arrivée de Lindor le 14 juin, celle du joueur de troisième but Giovanny Urshela le 9 juin, et la mutation de Lonnie Chisenhall au champ extérieur.
Lindor est nommé meilleure recrue du mois de septembre 2015 dans la Ligue américaine grâce à 38 coups sûrs dont 17 de plus d'un but, une moyenne au bâton de ,362 et une moyenne de puissance de ,657 à ses 27 derniers matchs de la saison. 
Lindor complète sa première saison dans les majeures avec 12 circuits, 51 points produits, 12 buts volés et une moyenne au bâton de ,313 en 99 matchs joués. Il termine 2e du vote désignant la recrue de l'année 2015 dans la Ligue américaine derrière le lauréat Carlos Correa des Astros de Houston.

#### Saison 2016

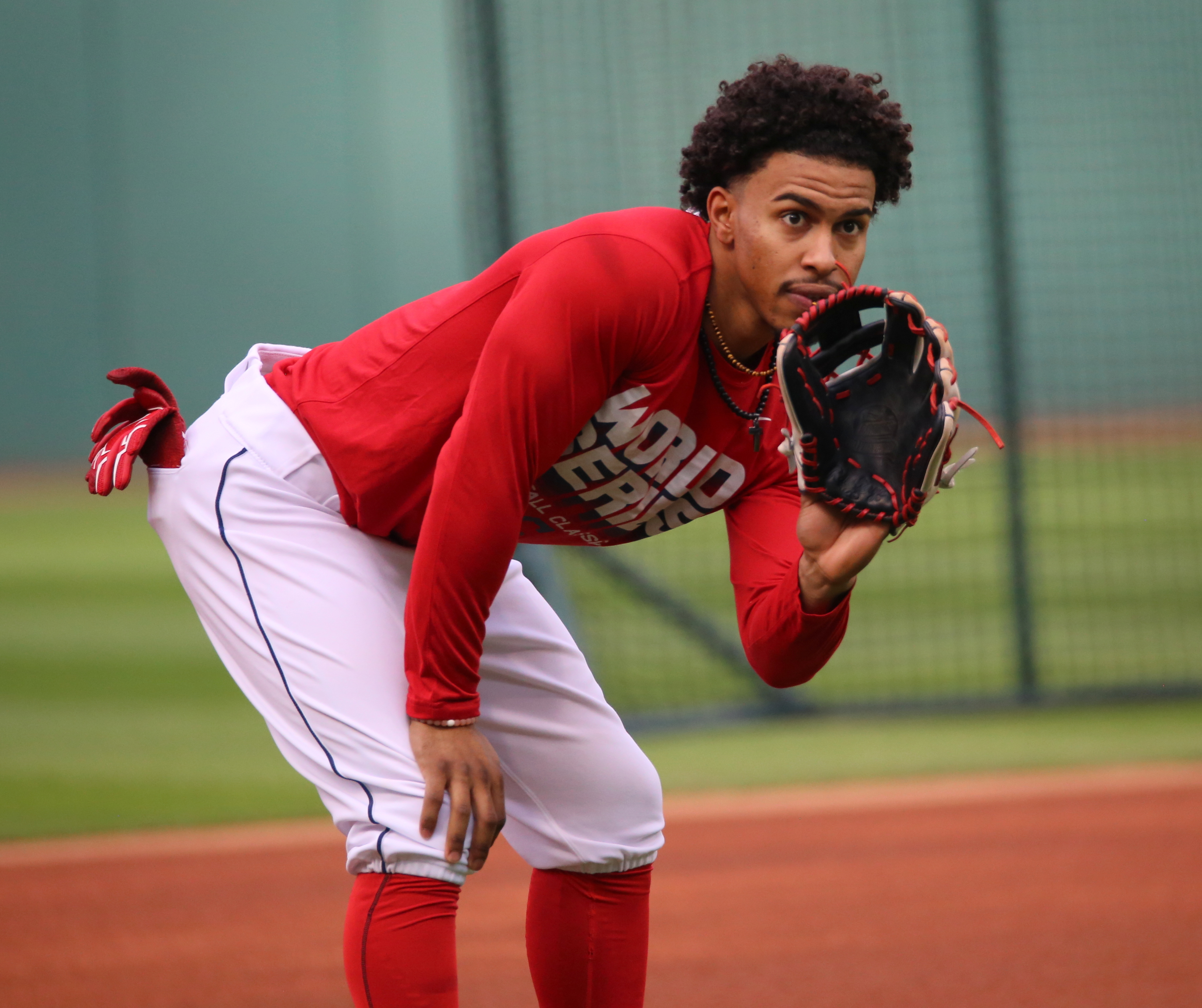
Francisco Lindor à l'entraînement avant le 6e match de la Série mondiale le 1er novembre 2016 à Cleveland.

À sa première saison complète dans l'effectif de Cleveland en 2016, Francisco Lindor dispute 158 des 162 matchs de saison régulière de son club. Il maintient une moyenne au bâton de ,301 avec 182 coups sûrs, 15 circuits, 78 points produits, 99 points marqués et 19 buts volés. Ses aptitudes défensives sont récompensées d'un premier Gant doré. Invité à la mi-saison au match des étoiles, il est au cours de l'année l'un des meilleurs joueurs de la ligue et termine 9e du vote annuel désignant le joueur par excellence de la saison.
Lindor frappe dans une moyenne au bâton de ,310 avec 18 coups sûrs deux circuits dans les séries éliminatoires, où Cleveland passe à une victoire près de remporter la Série mondiale. Il est particulièrement brillant en offensive durant la Série de championnat de la Ligue américaine où, en 5 matchs face aux Blue Jays de Toronto, il frappe dans une moyenne au bâton de ,368 et affiche une moyenne de présence sur les buts de ,400. Il réussit 8 coups sûrs et affiche une moyenne au bâton de ,296 dans les 7 matchs de la finale que Cleveland perd face aux Cubs de Chicago.

### Classique mondiale de baseball
Francisco Lindor joue avec l'équipe de Porto Rico à la Classique mondiale de baseball 2017. Le 11 mars 2017, il frappe deux coups de circuit dans le match gagné 9-4 contre le Mexique.